# الصندوق العالمي للطبيعة
الصندوق العالمي للطبيعة (WWF) (بالإنجليزية: World Wide Fund for Nature) هي منظمة دولية غير حكومية تعمل على المسائل المتعلقة بالحفاظ والبحث واستعادة البيئة. عرفت المنظمة سابقا باسم الصندوق العالمي للحياة البرية، وظلت الاسم الرسمي في كندا والولايات المتحدة. وهي أكبرمنظمة في العالم تهتم بالحفاظ المستقل بأكثر من 5 ملايين مؤيد في جميع أنحاء العالم يعملون في أكثر من 100 دولة.

## التأسيس مؤسسة الحفظ
تأسست مؤسسة الحفظ، وهي مقدمة لصندوق العالمي للطبيعة، في عام 1948 باعتبارها تابعة للجمعية نيويورك للحيوانات (المعروفة اليوم باسم جمعية الحفاظ على الحياة البرية ) بهدف حماية الموارد الطبيعية في العالم.
و في عام 1961، تأسس الصندوق العالمي للطبيعة وتم تعيين أول رئيس له.
وفي عام 1985 أصبحت مؤسسة الحفظ تابعة لصندوق العالمي لطبيعة.
وفي عام 1990، تم دمج مؤسسة الحفظ مع الصندوق العالمي للطبيعة، ولكن تم الدمج مع نفس الموظفين والمجلس. 

## شعار المنظمة
بناء مستقبل يعيش فيه الناس في وئام مع الطبيعة. كما اضافت المنظمة في شعارها انه من واقع خبرتها كهيئة حماية مستقلة رائدة في العالم انها تتبع نهجا متكاملا في عملها لمعرفتها ان رفاهية الناس والحياة البرية والبيئة مرتبطة ارتباطا وثيقا.
كما اعلنت المنظمة انها تسعى جاهدة لحماية الطبيعة ومساعدة الناس على العيش بشكل أكثر استدامة واتخاذ اجراءات ضد تغير المناخ .تقضى المنظمة الكثير من الوقت في العمل مع المجتمعات والسياسيين والشركات للبحث عن حلول حول ازدهار الناس والطبيعة.
مشاريع المنظمة مبتكرة وتعاونية ومبنية على الادلة العلمية.تسعى في جميع مبادراتها إلى احداث أكبر فرق من القطب الشمالي والامازون إلى الصيد المسؤول.
نظرة عامة على المنظمة
تعمل منظمة الصندوق العالمي للطبيعة في مجال الحفاظ على الحياة البرية والحد من التأثير البشرى على البيئة .
تعتبر المنظمة من أكبر منظمات الحفظ في العالم حيث تضم أكثر من خمسة ملايين مؤيد في جميع أنحاء العالم، كما أن للمنظمة شبكة شغيلة في 100 دولة وتدعم حوالى 1300مشروعا للحفظ والبيئة .
لقد تم استثمار أكثر من مليار دولار في أكثر من 12000 مبادرة للحفظ منذ عام 1995 .
الصندوق العالمي للطبيعة يعتبر مؤسسة مكونة من 55% من التمويل من الافراد والوصايا، وما يقرب من 19% من مصادر حكومية (مثل البنك الدولي، وزارة التنمية الدولية ، الوكالة الأمريكية للتنمية الدولية )وحوالى 8% من الشركات في عام 2014 .
وتقوم المنظمة بجمع الأموال وتوزيعها على مختلف البلدان من أجل حفظ الحياة البرية والقيام بمختلف الانشطة التعليمية والتوعوية .
كما اضافت المنظمة ان ازمة فقدان الطبيعة المتفاقمة تتطلب من جميع منظمات الحفاظ علي الطبيعة التفكير والعمل بشكل أكبر واسرع نحو ايجاد حلول سريعة لوقف تدهور البيئة الطبيعية .
اوضحت المنظمة انها جزء من تحالف متنام يدعو قادة العالم الي وضع الطبيعة علي طريق التعافي بحلول عام 2030 - صفقة جديدة للطبيعة والناس شاملة مثل اتفاقية المناخ العالمية .
يسعي الصندوق العالمي للحياة البرية الي حماية واستعادة الموارد الطبيعية ووقف الانقراض الجماعي للحياة البرية، وتقليل الصيد العرضي وتقليل التهديد الذي تتعرض له الحياة البرية بسبب الانواع الغازية .
كما تسعي الي خفض بصمة الاستهلاك الغذائي الي النصف وخفض انبعاثات غازات الاحتباس الحراري الي النصف عن مستويات عام 2010 .
تري المنظمة انه لا يمكن تحقيق اهدافها الا بالشراكة مع الافراد والمجتمعات في جميع انحاء العالم .كما يجب ان يكون الناس في الصدارة والوسط في هذه العملية، بحيث يحق لكل فرد العيش في بيئة صحية واحترام حقوق الإنسان الخاصة به .

## التاريخ

### تأسيس: بيان مورس
اقترح فيكتور ستولان رسميًا فكرة إنشاء صندوق مالي من أجل اتصال بماكس نيكلسون، وهو شخص يملك خبرة ثلاثين عامًا في ربط المفكرين التقدميين بمصالح شركات تجارية كبرى من خلال مجمع تفكير (فريق بحث) يتبع سياسة «بوليتيكال أند إيكونوميك بلانينغ» البريطانية. فكر نيكلسون في اسم المنظمة. نشأت فكرة الصندوق العالمي للطبيعة في 29 أبريل عام 1961 تحت اسم الصندوق العالمي للحياة البرية، افتتح أول مكتب له في 11 سبتمبر من ذلك العام في مورس، سويسرا.

كان من المفترض على الصندوق العالمي للطبيعة العمل كمؤسسة تمويل لمنظمات حماية قائمة مثل الاتحاد الدولي للحفاظ على الطبيعة والموارد الطبيعية ومنظمة الحماية. لعب جوفري ايه. روكفيلر دورًا مهمًا في تأسيسه، جامعًا فريق العمل الأولي. برز تأسيسه بتوقيع «بيان مورس»، البيان المؤسس الذي يحدد التزام الصندوق بمساعدة المنظمات الجديرة التي تكافح من أجل إنقاذ الحياة البرية في العالم.
يحتاج الصندوق إلى المال قبل كل شيء، للقيام ببعثات إغاثة لمواجهة حالات الطوارئ المتعلقة بالمحافظة على البيئة، وذلك بشراء الأراضي التي تتعرض فيها ثروات الحياة البرية للتهديد، وطرق أخرى عديدة. مثلًا، يحتاج للمال للدفع للأوصياء على ملاجئ الحياة البرية.. المال للتعليم ونشر الدعاية بين أولئك الذين قد يهتمون ويساعدون إذا ما أدركوا الموضوع. أموال لإرسال خبراء إلى مناطق الخطر وتدريب المزيد من الحراس المحليين والمغيثين في أفريقيا وأماكن أخرى. أموال للإبقاء على «غرفة حرب» في المقر الدولي للحماية، تظهر الأماكن التي توجد فيها بؤر الخطر، وتضمن تلبية احتياجاتها قبل فوات الأوان.               _بيان مورس 
ساعد الأمير الهولندي برنارد من ليبي-بسترفيلد في تأسيس الصندوق العالمي للطبيعة، ليصبح أول رئيس له في عام 1961. في عام 1963، عقدت المؤسسة مؤتمرًا ونشرت تقريرًا رئيسيًا تحذر فيه من الاحتباس الحراري الناتج عن أفعال البشر، بقلم نويل إيخورن استنادًا إلى عمل فرانك فريزر دارلنغ (نائب رئيس المؤسسة آنذاك)، وإدوارد ديفي، وإريك إريكسون، وتشارلز كيلينغ، وجيلبرت بلاس، وليونيل فالفورد، وويليام غارنيت.
في عام 1970، أسس الأمير برنارد، برفقة دوق أدنبرة وعدد قليل من الشركاء، وقفًا ماليًا للصندوق العالمي للطبيعة: «1001 وديعة الطبيعة» للتعامل مع إدارة الصندوق العالمي للطبيعة وجمع الأموال. كان عدد الأعضاء 1001 ساهم كل منهم بمبلغ 10 آلاف دولار للصندوق. استقال الأمير برنارد من منصبه بعد تورطه في فضيحة رشوة لوكهيد.

### تطورات أخيرة
أقامت المؤسسة مكاتب وعمليات حول العالم. عملت بداية من خلال جمع الأموال وتقديم المنح للمنظمات غير الحكومية القائمة مع تركيز مبدئي على حماية الأنواع المهددة بالانقراض. مع توفر المزيد من الموارد، توسعت عملياتها إلى مجالات أخرى مثل الحفاظ على التنوع البيولوجي، والاستخدام المستدام للموارد الطبيعية، والحد من التلوث، وتغير المناخ. بدأت المنظمة أيضًا بإدارة مشاريعها الخاصة وحملاتها لحماية البيئة.
في عام 1986، غيرت المنظمة اسمها إلى الصندوق العالمي للطبيعة، مُحتفظة بالحروف الأولى من الاسم. إلا أنها استمرت بالعمل في ذلك الوقت تحت الاسم الأصلي في الولايات المتحدة وكندا.
كان عام 1986 الذكرى الخامسة والعشرين لتأسيس الصندوق العالمي للطبيعة، شهد الحدث تجمعًا في أسيسي، إيطاليا، إذ دعا رئيس المنظمة الدولية الأمير فيليب، دوق أدنبرة، السلطات الدينية التي تمثل البوذية والمسيحية والهندوسية والإسلام واليهودية. أصدر هؤلاء القادة «ميثاق أسيسي»، بتصريحات لاهوتية تظهر العلاقة الروحية بين أتباعهم والطبيعة التي دفعت إلى مشاركة تلك الأديان في الحفاظ على البيئة حول العالم.

في التسعينيات، أوضح الصندوق بيان مهمته: 
وقف تدهور البيئة الطبيعية لكوكب الأرض وبناء مستقبل يعيش فيه البشر في وئام مع الطبيعة، عن طريق:
- الحفاظ على التنوع البيولوجي في العالم.
- ضمان استدامة استخدام الموارد الطبيعية المتجددة.
- تشجيع خفض التلوث والإسراف في الاستهلاك.

حدد علماء الصندوق العالمي للبيئة 238 منطقة بيئية تمثل المساكن الطبيعة البحرية والمياه العذبة واليابسة الأكثر تنوعًا أحيائيًا في العالم، استنادا إلى تحليل التنوع البيولوجي في العالم والذي تقول المنظمة إنه الأول من نوعه. في بدايات العقد الأول من القرن الحادي والعشرين، تركزت جهود الصندوق على مجموعة فرعية من هذه المناطق البيئية، تشمل حفظ الموائل البحرية والمياه العذبة والغابات، وحماية الأنواع المهددة بالانقراض، والتغير المناخي، والتخلص من أكثر المواد الكيميائية سمية.
ومن أهم ما توصل اليه الصندوق العالمي للطبيعة دراسة اجراها عام 2019 وهو ما كشفت عنه وكالة رويترز في تقريرها انه من المحتمل ان يبتلع المرء ما يعادل بطاقة ائتمانية من البلاستيك كل اسبوع وركزت الدراسة علي مياة الشرب المختلطة بمواد بلاستيكية واطعمة مثل الكائنات المحارية البحرية التي تخزن في جهازها الهضمي جزيئات البلاستيك والذي يأتي الإنسان بدوره لالتهامها .
استخدمت رويترز نتائج الدراسة في تصور هذه الكميات من البلاستيك بمرور الوقت وجدت ان الإنسان يبتلع ما يعادل وزن قطعة عادية من لعبة الليجو وخلال عام واحد يعادل ما يتناوله الفرد الواحد من البلاستيك حجم خوذ ة واحدة لأحد رجال الإطفاء كما اضافت وكالة رويترز في هذا المجال انه قد زاد إنتاج البلاستيك في الخمسين عاما الاخيرة مع انتشار استخدام المنتجات الرخيصة التي تستعمل مرة واحدة ولان البلاستيك غير قابل للتحلل البيولوجي لكنه يتفتت الي اجزاء اصغر فهو ينتشر في نهاية الامر في كل مكان وعلي الشواطئ وفي الكائنات البحرية وكذلك في السلسلة الغذائية بوجه عام .

ومن هنا نجد ان المسئولية الواقعة علي عاتق المنظمة هو الحفاظ علي بناء مستقبل البيئة الطبيعية ودعم الاجيال الحالية والمستقبلية.
لسنا قادرين على حماية كل ما نود حمايته، إلا أننا سننقذ أكثر بكثيرٍ مما لو لم نحاول.         _السير بيتر سكوت 
في عام 1990، اندمجت مؤسسة الحماية بشكل كامل في الصندوق العالمي للطبيعة، بعد أن أصبحت تابعة لمركزه في الولايات المتحدة عام 1985 عندما أصبحت كيانًا قانونيًا متميزًا ولكن مع نفس الموظفين والإدارة. المؤسسسة المعروفة اليوم باسم منظمة الحماية هي نفسها منظمة الغابات السابقة التابعة لمقاطعة ديوباج في الولايات المتحدة. في عام 1996، حصلت المنظمة على صفة استشارية عامة من اليونيسكو.

## رمز الباندا
نشأ شعار الباندا الضخم للصندوق العالمي للطبيعة من باندا تدعى تشي تشي نُقلت من حديقة حيوانات بكين إلى حديقة حيوانات لندن في العام 1985، قبل 3 ثلاث سنوات من تأسيس الصندوق. نظرًا لشهرتها بكونها الباندا الوحيدة الموجودة في العالم الغربي خلال ذلك الوقت، اعتبرت ملامحها الجسدية المميزة والفريدة ووضعها كنوع مهدد بالانقراض نموذجًا مثالًا لحاجة المنظمة إلى رمز قوي يمكن إدراكه ويتغلب على جميع الحواجز اللغوية. احتاجت أيضًا المنظمة إلى حيوان يملك شعاره تأثيرًا لدى طباعته باللونين الأبيض والأسود. صُمم الشعار من قبل السير بيتر سكوت من مسودة رسوم وضعها جيرالد واترسون، عالم طبيعة اسكتلندي.
تبسط الشعار قليلًا وجُعل هندسيًا أكثر في عام 1978، نُقح بدرجة كبيرة مرة أخرى عام 1986، في الوقت الذي غيرت فيه المنظمة اسمها، احتوت الصورة أنماطًا سوداء خالصة بمثابة العيون. في عام 200، جرى تغيير الخط في الأحرف الثلاثة الأولى من الشعار.

## وصلات خارجية
- الموقع الرسمي